# Сидоров, Виктор Степанович
Ви́ктор Степанович Си́доров (Анатолий Остахий) (22 июня 1927 — 12 мая 1987) — советский писатель. Член Союза писателей России с 1967 года.

## Биография
Родился в городе Уссурийске Приморского края в семье рабочего-железнодорожника.
Трудовую деятельность начал в 1947 году слесарем на Барнаульском меланжевом комбинате. С 1948 по 1965 год работал литсотрудником, ответственным секретарём, редактором многотиражных газет «Алтайский текстильщик» и «Строитель», в краевом комитете по телевидению и радиовещанию. В эти же годы пробует свои силы в литературе: пишет стихи, фельетоны, рассказы, очерки, публикует их на страницах краевых газет, в периодических изданиях и коллективных сборниках.
Первая повесть В. Сидорова «Тайна белого камня» вышла в Алтайском книжном издательстве в 1959 году. Затем
появились повести «Федька Сыч теряет кличку», «Я хочу жить», «Рука дьявола», «Сокровища древнего кургана» и другие.
Большое читательское признание получила книга «Повесть о красном орлёнке», написанная в 1964 году и выдержавшая несколько изданий. Одно из них в Москве, в издательстве «Детская литература»
В 1968 году Сидоров стал лауреатом премии Ленинского комсомола Алтая.
В 1982 году по итогам краевого конкурса на лучший рассказ для детей был удостоен первой премии за рассказ «Слабо!»
Сидоров принимал активное участие в общественной жизни края и писательской организации, был депутатом городского Совета.
Умер в 1987 году. Похоронен на Власихинском кладбище Барнаула.

### Публикации в периодике и сборниках
- Димка-буксир: рассказ // Библиотека «Писатели Алтая». — Барнаул, 1998. — Т. 1: Справочный том. — C. 368—372: портр. — Крат. биогр. (текст)
- Димка-буксир; Весельчак: рассказы // Алтай. — 2001. — № 4. — C. 79-82.